# گاداکا
گاداکا (به لاتین: Gadaka) یک منطقهٔ مسکونی در نیجریه است که در ایالت یوبه واقع شده‌است. جمعیت آن ۶۰٫۰۰۰ نفر است و در جنوب ایالت یوبه قرار دارد که هم‌مرز با ایالت‌های گومبه و باچی است.